# Einsteinium(III)-iodid

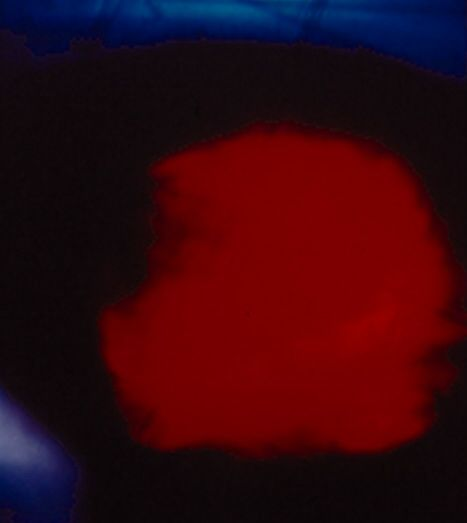
Einsteinium(III)-iodid (EsI_{3}), fotografiert im eigenen Licht

Einsteinium(III)-iodid ist eine chemische Verbindung der Elemente Einsteinium und Iod mit der Summenformel EsI3.
Es ist ein bernsteinfarbener Feststoff und kristallisiert im trigonalen Kristallsystem in der Raumgruppe R3 (Raumgruppen-Nr. 148) mit den Gitterparametern a = 753 pm und c = 2084,5 pm mit sechs Formeleinheiten pro Elementarzelle. Seine Kristallstruktur ist isotyp mit Bismut(III)-iodid.

## Sicherheitshinweise
Einstufungen nach der CLP-Verordnung liegen nicht vor, weil diese nur die chemische Gefährlichkeit umfassen und eine völlig untergeordnete Rolle gegenüber den auf der Radioaktivität beruhenden Gefahren spielen. Auch Letzteres gilt nur, wenn es sich um eine dafür relevante Stoffmenge handelt.